# Equus conversidens
Equus conversidens és una espècie extinta de mamífer perissodàctil de la família dels èquids que visqué a Nord-amèrica des del Pliocè superior fins al Plistocè superior, fa entre 10.000 i 3,6 milions d'anys. Se n'han trobat restes fòssils al Canadà, El Salvador, els Estats Units, Guatemala, Hondures, Mèxic i Panamà. La validesa taxonòmica de E. conversidens és objecte de controvèrsia: des de finals del segle xix hi ha hagut autors que l'han sinonimitzat amb diverses altres espècies d'Equus i fonts recents el consideren un nomen dubium.